# Japanese girl
Japanese girl（ジャパニーズ・ガール）は、hitomiの28thシングル。2005年6月1日発売。

## 内容
- 2005年第1弾シングル。前作から約1年1ヶ月ぶりのリリースとなった。
- 1万枚限定の限定盤には黒崎えり子とのコラボレーション特製ネイルチップが付属した。CDにネイルチップが付属するのは世界初とされる[1]。
- DVD『hitomi 2005 10TH ANNIVERSARY LIVE THANK YOU』、写真集『hitomi Love Life Style』と同時発売。

## 収録曲
1. Japanese girl 
（作詞：hitomi　作曲：Avant Garde　編曲：渡辺善太郎）
自身の生き方である“Love Life Style”がコンセプチュアルに込められている。
2. Venus 
（作詞・作曲：Robbie Van Leeuven　編曲：渡辺善太郎）
ショッキング・ブルーのカバー。
3. there is... (LOVE LIFE Version 2005)
（作詞：hitomi　作曲：長尾大　編曲：YANAGIMAN）
15thシングル『there is...』の再録バージョン。

## 収録アルバム
- LOVE CONCENT (#1)
- peace (#1)

## タイアップ
- Japanese girl
  - NTV系「音楽戦士 MUSIC FIGHTER」2005年5月度オープニング・テーマ
  - TVO「ヒロイン誕生!」テーマソング
- Venus
  - ジレット「ヴィーナス ディバイン」CMソング